# Song for Bob Dylan
Song for Bob Dylan è un brano musicale scritto dall'artista inglese David Bowie, nona traccia dell'album Hunky Dory del 1971.

## Il brano
Quello che comincia come un omaggio al cantautore americano, e che a partire dal titolo e dall'incipit richiama Song to Woody che lo stesso Dylan dedicò nel 1962 al suo idolo Woody Guthrie («Hey hey Woody Guthrie, I wrote you a song»), diventa ben presto un'arringa piuttosto che un elogio. Il testo, indirizzato direttamente a Robert Zimmerman mette in luce la crescente preoccupazione di David per i livelli di identità e lascia intendere che sia il folk rocker radicale di un tempo a implorare Dylan a tornare alle radici del suo modo di comporre canzoni e a venire in soccorso di coloro che hanno perso la fede:
Sostenuto da una progressione armonica folk e da un ritornello guidato dal pianoforte di Rick Wakeman e dalla chitarra solista di Mick Ronson, Bowie sottolinea il ruolo di Dylan come voce di un'intera generazione e conferma la sensazione che la sua capacità di sollevare interrogativi sui valori politici e sociali fosse in declino, così come la sua direzione artistica. Va ricordato che solo due anni prima il giornalista di Rolling Stone Greil Marcus aveva scritto l'ormai famosa domanda «What is this shit?» («Cos'è questa merda?») dopo aver ascoltato per la prima volta Self Portrait.
In un certo senso sembra anche che Bowie rivendichi il proprio diritto sul territorio di Dylan, come nel 1976 dichiarò su Melody Maker: «Song for Bob Dylan spiegava quello che volevo fare col rock. Era in quel periodo che dissi "Ok, se non vuoi farlo tu, lo faccio io". Intravedevo un vuoto di leadership».

## Formazione
- David Bowie - voce, chitarra acustica
- Mick Ronson - chitarra elettrica
- Trevor Bolder - basso
- Mick Woodmansey - batteria
- Rick Wakeman - pianoforte

## Song for Bob Dylandal vivo
Il brano fu eseguito per la prima volta, col titolo provvisorio Song for Bob Dylan - Here She Comes, nella sessione BBC registrata il 3 giugno 1971 con la voce solista di George Underwood, ex compagno di scuola di Bowie e un tempo membro dei King Bees. Bowie dichiarò tra l'altro di averla scritta proprio per Underwood, che era un patito di Dylan.
Dopo il Glastonbury Fayre del 23 giugno 1971 e il festival di Aylesbury del successivo 25 settembre venne eseguita in alcuni dei primi concerti dello Ziggy Stardust Tour 1972, prima di scomparire definitivamente dai concerti.

## Cover
Una cover di Song for Bob Dylan è stata eseguita da Robyn Hitchcock nella raccolta Trolley Bus 2 del 2010.